# Буджуґа-хан
Буджуґа (Буджунчга)-хан (д/н—1526) — 5-й хівинський хан у 1522—1526 роках. Започаткував союзні відносини з Державою Сефевідів.

## Життєпис
Походив з роду Арабшахів, гілки Шибанідів. Онук Ядгар-хана, володаря Держави кочових узбеків. Син Амінека, що у 1508 році був претендентом на титул хана Ногайської Орди.
Відомостей про Буджуґу обмаль. Ймовріно разом з братами Аганаєм і Суфіяном брав участь у війні проти Хасанкулі-хана у 1519 році. Отримав від свого брата Суфіян-хана якісь володінь на півдні Хорезму. 1522 року після останнього став новим хівинським ханом.
1524 року долучився до війни Убайдулли-султана, правителя бухари, проти Персії. Його війська вдерлися до Хорасану і Астрабаду, просунувшись до фортеці Ходженд і Асферайн відповідно. Тоді шах Тахмасп I запропонував укласти мир, закріпивши його шлюбом з донькою Буджуґа-хана. Оскільки той не мав доньки, до шлюб відбувся з його небогою Аїшою-бегим, донькою Суфіян-хана.
Помер Буджуґа-хан 1526 року. Йому спадкував брат Аванеш-хан.